# Yunnanacris yunnaneus
Yunnanacris yunnaneus är en insektsart som först beskrevs av Willy Adolf Theodor Ramme 1939.  Yunnanacris yunnaneus ingår i släktet Yunnanacris och familjen gräshoppor. Inga underarter finns listade i Catalogue of Life.